# Quartier Saint-Lambert
Das Quartier Saint-Lambert ist das 57. der 80 Quartiers (Stadtviertel) von Paris im 15. Arrondissement.

Die Stadtviertel im 15. Arrondissement

## Lage
Der Verwaltungsbezirk im 15. Arrondissement von Paris wird von folgenden Straßen begrenzt:
- Westen: Rue de la Croix Nivert, Rue Lecourbe bis zur Boulevard Victore und weiter Rue Desnouettes, Rue de la Porte d’Issy
- Norden: Rue Mademoisselle
- Osten, Nordosten: entlang der Westseite der Bahnlinie (Rue Jacques Baudry, Rue Castagnary, Rue Alphonse Bertillon) und dann Rue de la Procession, Rue Vaugirard und Rue Cambronne zur Rue Mademoisselle
- Süden: Boulevard périphérique (Rue d’Oradour-sur-Glane), die Grenze zum Département Hauts-de-Seine

## Namensursprung
Das Stadtviertel hat seinen Namen zu Ehren des Bischofs Lambert von Lüttich, dessen Reliquien in der Église Saint-Lambert de Vaugirard aufbewahrt werden.

## Geschichte
Das Stadtviertel ist aus der ehemaligen Gemeinde Vaugirard nach deren Auflösung im Jahr 1859 hervorgegangen. Die Gemeinde war bekannt für die Weinberge und die Steinbrüche. Zahlreiche Bauwerke (zum Beispiel École militaire) in Paris sind mit den Steinen aus Vaugirard erbaut worden. Als Paris wuchs, wurde das Dorf von den Parisern als nahes Ausflugsziel betrachtet, ein angenehmer Ort für Spaziergänge auf dem Land mit seinen Tanzdielen (französisch guinguettes) und Kabaretts. 

## Sehenswürdigkeiten

### Parkanlagen
In dem Viertel gibt noch heute viele Parkanlagen:
- Jardin d'Alleray
- Jardin de l'Hôpital de Vaugirard
- Parc Georges-Brassens
- Square Adolphe-Chérioux
- Square Saint-Lambert

### Gebäude
- Mairie des Arrondissement
- Église Notre-Dame-de-la-Salette, Rue de Cronstadt
- Église Saint-Lambert de Vaugirard, nach der das Stadtviertel benannt wurde
- Paris Expo Porte de Versailles
- La Ruche, hier waren unter anderen die Ateliers von Chagall, Modigliani und Brâncuși.